# Rancho Alegre (Paraná)
Rancho Alegre ist ein brasilianisches Munizip im Norden des Bundesstaats Paraná. Es hat 3512 Einwohner (2022), die sich Alegrenser nennen. Seine Fläche beträgt 168 km². Es liegt 440 Meter über dem Meeresspiegel. Die Gemeinde ist Teil der Metropolregion Londrina.

## Etymologie
Rancho kommt aus dem Spanischen und bedeutet Hütte oder einfaches Haus eines Siedlers. Alegre bedeutet fröhlich oder heiter. Der Name der Stadt geht auf eine kleine Ranch am Ufer der alten Viehtreiberstraße zurück, auf der sich die ersten Bewohner der Stadt zu Festen und Tänzen versammelten und die als Rancho Alegre bekannt war.

## Geschichte

### Besiedlung
Das Gebiet der Gemeinde Rancho Alegre war wegen der Viehstraße, die die Region durchzog, stark begangen. Die Region war bereits besiedelt, als die Companhia de Terras Barbosa dort Land erwarb, aufteilte und verkaufte.
Die ersten Bewohner waren die Familien von Agenor Gomes, Francisco Godoy, Oswaldo Vietze und Cecília Angela de Oliveira. Sie holzten den Wald ab und pflanzten Kaffee an. Francisco Godoy errichtete das erste Sägewerk, Sebastião Caetano Paraíso das erste Handelshaus, Alfredo Mello die erste Bäckerei, Antonio Trawtwein die erste Apotheke und die Brüder Zanoni installierten 1947 die erste Kaffeeverarbeitungsmaschine.

### Erhebung zum Munizip
Rancho Alegre wurde durch das Staatsgesetz Nr. 4.245 vom 25. Juli 1960 zum Munizip erhoben und am 29. August 1960 als solches installiert.

## Geografie

### Fläche und Lage
Rancho Alegre liegt auf dem Terceiro Planalto Paranaense (der Dritten oder Guarapuava-Hochebene von Paraná). Seine Fläche beträgt 168 km². Es liegt auf einer Höhe von 440 Metern.

### Vegetation
Das Biom von Rancho Alegre ist Mata Atlântica.

### Klima
In Rancho Alegre herrscht tropisches Klima. Im Winter gibt es in Rancho Alegre deutlich weniger Niederschläge als im Sommer. Die Klimaklassifikation nach Köppen und Geiger lautet Aw. Im Jahresdurchschnitt liegt die Temperatur bei 22,5 °C. Innerhalb eines Jahres gibt es 1272 mm Niederschlag.

### Gewässer
Rancho Alegre liegt im Einzugsgebiet des Rio Tibaji. Dieser bildet die westliche Grenze des Munizips, während dessen rechter Nebenfluss Rio Congonhas die östliche Grenze bildet.

### Straßen
Rancho Alegre ist über die PR-443 mit Uraí verbunden. Nach Norden führt die PR-443 zur PR-160 von Cornélio Procópio in Richtung Assis im Staat São Paulo.

### Nachbarmunizipien
|              |                                             | Sertaneja |
| Sertanópolis | Kompassrose, die auf Nachbargemeinden zeigt |           |
|              | Jataizinho                                  | Uraí      |

## Stadtverwaltung
Bürgermeister: Fernando Carlos Coimbra,  PROS (2021–2024)
Vizebürgermeister: Flavio Henrique Pereira, PSD (2021–2024)

## Demografie

### Bevölkerungsentwicklung
| Jahr | Einwohner | Stadt | Land |
| ---- | --------- | ----- | ---- |
| 1970 | 7.499     | 26 %  | 74 % |
| 1980 | 4.899     | 48 %  | 52 % |
| 1991 | 4.509     | 72 %  | 28 % |
| 2000 | 4.197     | 83 %  | 17 % |
| 2010 | 3.955     | 88 %  | 12 % |
| 2022 | 3.512     |       |      |

Quelle: IBGE (2011) und Volkszählung 2022

### Ethnische Zusammensetzung
| Gruppe * | 1991    | 2000    | 2010    | wer sich als …                                                                   |
| --- | ------- | ------- | ------- | -------------------------------------------------------------------------------- |
| Weiße | 61,2 %  | 70,8 %  | 60,8 %  | weiß bezeichnet                                                                  |
| Schwarze | 2,5 %   | 2,7 %   | 5,2 %   | schwarz bezeichnet                                                               |
| Gelbe | 1,1 %   | 1,4 %   | 1,5 %   | von fernöstlicher Herkunft wie japanisch, chinesisch, koreanisch etc. bezeichnet |
| Braune | 35,1 %  | 24,8 %  | 32,1 %  | braun oder als Mischung aus mehreren Gruppen bezeichnet                          |
| Indigene | 0,0 %   | 0,0 %   | 0,4 %   | Ureinwohner oder Indio bezeichnet                                                |
| ohne Angabe | 0,0 %   | 0,3 %   | 0,0 %   |                                                                                  |
| Gesamt | 100,0 % | 100,0 % | 100,0 % |                                                                                  |
| *) Das IBGE verwendet für Volkszählungen ausschließlich diese fünf Gruppen. Es verzichtet bewusst auf Erläuterungen. Die Zugehörigkeit wird vom Einwohner selbst festgelegt. |         |         |         |                                                                                  |

Quelle: IBGE (Stand: 1991, 2000 und 2010)